# Aeroportul Jixi Xingkaihu
Aeroportul Jixi Xingkaihu (IATA: JXA, ICAO: ZYJX) este un aeroport din Jidong County⁠(d), Jixi⁠(d), Heilongjiang, Republica Populară Chineză ce deservește zona Jixi⁠(d). Aeroportul a fost tranzitat în 2022 de 196.858 de pasageri. A fost numit după zona deservită.
Aeroportul dispune de o singură pistă.